# میکل فلسگورد
میکل فُلسگورد (انگلیسی: Mikkel Følsgaard؛ زادهٔ ۱ مهٔ ۱۹۸۴) بازیگر اهل کشور دانمارک است.

## جوایز
- برندهٔ جایزهٔ خرس نقره‌ای بهترین بازیگر از شصت و دومین جشنواره بین‌المللی فیلم برلین به خاطر بازی در فیلم یک رابطه سلطنتی -۲۰۱۲